# HD現代オイルバンク
HD現代オイルバンク株式会社（エイチディーヒョンデオイルバンク、朝: HD현대오일뱅크、英: HD Hyundai Oilbank）は、韓国の石油会社である。SKエナジー（SKイノベーションの子会社）、GSカルテックス、S-OILと並ぶ韓国4大精油企業のひとつであり、本社・工場（製油所）を忠清南道瑞山市に置く。

## 歴史
- 1964年 - 極東石油工業株式会社を設立。
- 1966年 - 釜山工場を竣工。
- 1967年 - ロイヤル・ダッチ・シェルと合資投資契約を結んだ。
- 1968年 - 極東シェル石油株式会社に社名を変更。
- 1977年 - 極東石油株式会社に社名を変更。
- 1978年 - 原油処理毎日生産量1万バレル施設を竣工。
- 1985年 - 極東石油を現代グループからの系列分離。
- 1988年 - 極東精油株式会社に社名を変更。
- 1989年 - 大山工場を竣工。
- 1993年 - 現代グループへの再買収。
- 1993年 - 現代精油株式会社に社名を変更[1]。
- 1994年 - OILBANKブランド開発を導入。
- 1998年 - 年間生産量40万トン規模のBTX工場を竣工
- 1998年 - 現代グループからの系列分離。
- 1999年 - ハンファエネルギーを買収し、ハンファエネルギープラザを合併した。
- 2002年 - 現代オイルバンク株式会社に社名変更。
- 2003年 - 仁川精油系列分離。
- 2009年 - コスモ石油と50対50合弁投資を通じて子会社であるHCペトロケムを設立。
- 2010年 - 現代重工業グループへの系列編入。
- 2012年 - シェルと合弁して現代シェルベースオイル(株)を設立。
- 2014年 - ロッテケミカルと合弁して現代ケミカル(株)を設立。
- 2021年 - 現代オイルターミナルを売却。
- 2023年3月 - HD現代オイルバンク株式会社に社名変更。

## ロゴマーク

現代精油 (1993 - 1999)
現代オイルバンク (1999 - 2023)
HD現代オイルバンク (2023 - )

## 主な製品
- 石油製品
- 石油化学製品
- クリーン灯油